# Hibiscus huegelii
Hibiscus huegelii är en malvaväxtart som beskrevs av Stephan Ladislaus Endlicher. Hibiscus huegelii ingår i Hibiskussläktet som ingår i familjen malvaväxter. Inga underarter finns listade i Catalogue of Life.